# Marco Júnio Bruto, o Velho
Marco Júnio Bruto (em latim: Marcus Iunius Brutus), cognominado o Velho, foi um romano do final da república e pai de Marco Júnio Bruto, o assassino de César. Sua esposa e mãe de Bruto, Servília Cepião, era irmã de Catão, o Jovem e amante de Júlio César na época do nascimento de seu filho. Por conta disto, muitos acreditavam que Bruto era filho de César.

## História
Ele seria descendente do famoso Lúcio Júnio Bruto, que expulsou os tarquínios, através de um terceiro filho (pois os dois filhos conhecidos de Lúcio Júnio Bruto haviam morrido sem filhos), ou, segundo o que se disse em Roma após o assassinato de César, descendente de um plebeu de nome Brutus.
Durante as guerras entre os partidários de Mário e Sula, Pompeu, partidário de Sula, foi cercado por três exércitos, liderados por Carinas, Cloelius e Bruto. Pompeu, em vez de se alarmar, reuniu todas as suas tropas e atacou o exército de Bruto, derrotando-o, e fazendo os outros generais a baterem em retirada.
Após a morte de Sula, Marco Emílio Lépido tentou assumir os poderes de Sula, e Bruto foi usado por Lépido para controlar a Gália Cisalpina. Pompeu foi enviado pelo partido da aristocracia para combater Bruto. Bruto foi sitiado por Pompeu em Mutina, na Gália Cisalpina; porém Bruto foi traído pelo seu exército (ou traiu seu exército), e entregue nas mãos de Pompeu. Apesar de Bruto ter se retirado, com uma pequena escolta, para uma pequena cidade perto do Rio Pó, Pompeu enviou Germínio, que assassinou Bruto.